# 青森県立十和田工業高等学校
青森県立十和田工業高等学校（あおもりけんりつ とわだこうぎょうこうとうがっこう）は、青森県十和田市大字三本木字下平に所在する公立の工業高等学校。

## アクセス
- 十和田観光電鉄 鉄道代替バスで、 「工業高校前」バス停下車徒歩約1分
- 青森県道10号三沢十和田線
- 青森県道165号上野十和田線

## 歴史
1963年（昭和38年）4月
```
機械科（M科）・電気科（E科）を設置し開校
6学級/学年（MA,MB,MC,EA,EB,EC）
```

1983年（昭和58年）4月
```
建築科（A科）開設
7学級/学年（MA,MB,MC,EA,EB,EC,A）
```

1989年（平成元年）4月
```
電子科開設（D科）
7学級/学年（MA,MB,MC,E,DA,DB,A）
```

1991年（平成3年）4月
```
電子機械科開設（R科）
7学級/学年（MA,MB,R,E,DA,DB,A）
```

生徒数はこの頃がピークで、平成末期までに学級が 5学級/学年（M,R,E,D,A）に減少した。また、1学級当たりの定員も40人から35人に減少している。

2011年（平成23年）4月
```
機械科を機械・エネルギー科に名称変更
```

2022年（令和4年）3月
```
電子機械科閉科
4学級/学年（M,E,D,A）
```

## 部活動

### 運動部
- 硬式野球
- 弓道
- 剣道
- 柔道
- 少林寺拳法
- 卓球
- バスケットボール
- バドミントン
- バレーボール
- サッカー
- 硬式テニス
- ソフトテニス
- ラグビー
- 自転車競技
- 陸上競技
- ボウリング

### 文化部
- 吹奏楽
- コンピュータ
- 美術
- 茶道
- ロボット研究
- 機械研究

### 愛好会
- ボランティア
- 建築研究

## 出身有名人
- 大野直志（自転車競技選手）
- 川上健一（小説家）
- 二又一成（声優）